# Modelatge d'informació de construcció
Modelatge d'informació de construcció (Building information modeling, BIM) és un procés que implica la generació i administració de representacions digitals de característiques físiques i funcionals de llocs. Models d'informació de construcció (BIMs) són els fitxers (sovint, però no sempre, en formats propietaris i contenint dades propietàries) que poden ser extrets o intercanviats per donar suport a la presa de decisions en el procés constructiu d'un edifici o d'una altra construcció. El programari de BIM actual s'utilitza per professionals, empreses i agències de governamentals que planegen, dissenyen, construeixen, operen i mantenen infraestructures físiques diverses, com ara hidràuliques, de gestió de residus, elèctriques, gasístiques, utilitats de comunicació, carreteres, ponts, ports, túnels, etc.

## Orígens del BIM
El concepte de BIM ha existit des del 1970s.
El terme 'model de construcció' (en el sentit que BIM l'utilitza avui) era ja emprat en articles de mitjans dels 1980s: en un article del 1985 de Simon Ruffle, finalment publicat el 1986, i més tard en un article el 1986 per Robert Aish - llavors a GMW Computers Ltd, desenvolupador de RUCAPS que es refereix a l'ús d'aquest programari al London Heathrow Aeroport. El terme 'Model d'Informació de Construcció' apareix per primer cop en un article del 1992 per G. A. van Nederveen i F. P. Tolman.
Tanmateix, els termes 'Model d'Informació de Construcció' i 'Modelat d'Informació de Construcció' (incloent-hi l'acrònim BIM) no va esdevenir popularment utilitzat fins a 10 anys més tard. El 2002, Autodesk va publicar un llibre blanc va titulat "Building Information Modeling," i altres productors de programari també van començar la seva implicació en el camp.

## Definició
BIM afecta tant a la geometria, a la relació amb l'espai, a la informació geogràfica, a les quantitats i les propietats dels components d'un edifici (per exemple, detalls de fabricants de portes). BIM pot ser utilitzat per il·lustrar el procés complet d'edificació, de manteniment i fins i tot de demolició (ara es reciclen més materials). Quantitats de materials i propietats compartides poden ser extretes fàcilment. A més, àmbits laborals, detalls de components i seqüències d'activitats de construcció poden ser aïllats i definits.
Els programari BIM són capaços d'aconseguir aquestes millores mitjançant representacions de les parts i els components que estan sent utilitzats en la construcció d'un edifici. La representació assistida per ordinador basada en objectes és un canvi substancial en la tradicional elaboració basada en la representació vectorial.